# Гловацкий, Юзеф Гиларий
Юзеф Гиларий Гловацкий (пол. Józef Hilary Głowacki; 14 января 1789, Минск — 21 декабря 1858, Варшава, Царство Польское, Российская империя) — польский художник, сценограф.

## Биография
Родился в семье театрального декоратора Антония Гловацкого (1750—1811). Первые уроки живописи с 1806 года получил у отца.
Уже в 1807 году создал свои первые декорации для театра в Минске. В 1808 году начал заниматься учиться живописи в Вильно под руководством Яна Рустема.
Во время учёбы разработал и реализовал украшения для Вильнюсского театра.
После окончания университета в Вильно стал преподавателем перспективы в альма матер. В 1818 году расписал стены в нижнем зале университета. В 1821—1825 годах работал на литографическом отделении университета.
В 1826 году переселился в Варшаву, где по заказу Людвика Михала Паца создал серию из семи изображений его имений на стенах дворца генерала в польской столице. Кроме проектирования театральной сценографии, занимался станковой живописью и литографией. Автор портретов, картин исторического жанра и др.
Ему принадлежат сценографические постановки ряда опер, таких как «Лючия ди Ламмермур» Гаэтано Доницетти, «Итальянка в Алжире» Джоакино Россини и «Вольный стрелок» Карла Марии фон Вебера.
Картины Юзефа Гловацкого хранятся ныне в Национальном музее в Варшаве.
- Посольство короля Яна II Казимира к гетману Богдану Хмельницкому
- Литографический портрет композитора Ю́зефа Да́мсе
- Литографический портрет актёра и театрального режиссёра Людвика Адама Дмушевского
- Портрет Йоанны Жубр, первой женщины-кавалера креста Virtuti Militari
- Автопортрет